# Чемпионат России по пляжному футболу 2019
Чемпионат России по пляжному футболу 2019 — 15-й чемпионат страны по данному виду спорта. Шестой чемпионат, который пройдет по новому регламенту.

## Участвующие команды
В регулярном чемпионате принимали участие 8 команд:
- «Дельта» (Саратов)
- «Сити» (Санкт-Петербург)
- «Кристалл» (Санкт-Петербург)
- «Крылья Советов» (Самара)
- «Локомотив» (Москва)
- «Спартак» (Москва)
- ЦСКА (Москва)
- «Элмонт» (Королёв)

## Розыгрыш

### Регулярный чемпионат
Четыре лучшие команды по результатам круговой стадии выходят в Суперфинал.
Этапы розыгрыша:
- Первый этап (21—26 мая) (Москва)
- Второй этап (1—4 августа) (Санкт-Петербург)
- Третий этап (14—18 августа) (Саратов)
- Суперфинал (29 августа—1 сентября) (Самара)

Начисление очков
- 3 очка − Победа в основное время
- 2 очка − Победа в овертайме
- 1 очко − Победа по пенальти
- 0 очков − Любое поражение

|  | Команда выходит в Суперфинал  |
|  | Команда вылетает из Суперлиги |

| Место | Команда        | И  | В  | ВО | ВП | П  | ГЗ | ГП  | +/- | О  |
| ----- | -------------- | -- | -- | -- | -- | -- | -- | --- | --- | -- |
| 1     | Кристалл       | 14 | 12 | 1  | 0  | 1  | 92 | 34  | +58 | 38 |
| 2     | Спартак        | 14 | 9  | 2  | 0  | 3  | 60 | 29  | +31 | 31 |
| 3     | Локомотив      | 14 | 8  | 0  | 1  | 5  | 60 | 44  | +16 | 24 |
| 4     | Крылья Советов | 14 | 8  | 0  | 0  | 6  | 58 | 62  | -4  | 24 |
| 5     | Дельта         | 14 | 7  | 0  | 1  | 6  | 75 | 51  | +24 | 21 |
| 6     | Сити           | 14 | 6  | 0  | 1  | 7  | 52 | 61  | -9  | 18 |
| 7     | ЭЛМОНТ         | 14 | 3  | 0  | 0  | 11 | 42 | 90  | -48 | 9  |
| 8     | ЦСКА           | 14 | 0  | 0  | 0  | 14 | 39 | 107 | -68 | 0  |

### Суперфинал

#### Полуфинал
| Кристалл                                                                                             | 7:2   | Локомотив                   |
| --- | ----- | --------------------------- |
| Шишин 0′, 12′ · Романов 0′ · Маурисиньо 11′ · Крашенинников 25′ (пен.) · Родриго 24′ · Ильинский 33′ | отчёт | Крышанов 27′ · Сафронов 34′ |

| Спартак                                       | 5:3   | Крылья Советов   |
| --------------------------------------------- | ----- | ---------------- |
| Земсков 5′ · Макаров 9′, 10′, 29′ · Гапон 23′ | отчёт | Волошин 12′, 15′ |

#### Матч за 3 место
| Локомотив              | 1:3   | Крылья Советов                          |
| ---------------------- | ----- | --------------------------------------- |
| Льоренц Леон Гомес 27′ | отчёт | Котенев 10′ · Миранович 12′ · Лукао 30′ |

#### Финал
| Кристалл                                                                      | 6:5   | Спартак                                          |
| ----------------------------------------------------------------------------- | ----- | ------------------------------------------------ |
| Папоротный 1′, 15′ · Маурисиньо 2′ · Бриштель 20′ · Родриго 26′ · Романов 29′ | отчёт | Макаров 9′ · Земсков 13′, 21′ · Новиков 27′, 30′ |

### Статистика
- Лучший бомбардир: Родриго («Кристалл») — 22 гола
- Лучший ассистент: Маурисиньо («Кристалл») — 20 передач